# Jhonny Núñez
Jhonny J. Núñez (nacido el 26 de noviembre de 1985 en San José de Las Matas) es un lanzador dominicano de Grandes Ligas que se encuentra en la organización de los Rays de Tampa Bay.

## Carrera
Núñez firmó con los Dodgers de Los Ángeles en 2006. Lanzó en la liga de novatos Gulf Coast League para GCL Dodgers, donde acumuló un récord de ganados y perdidos de 6-0 y una efectividad de 1.58 en 7 aperturas y 3 apariciones como relevista, ponchó a 56 bateadores en 57 entradas. La organización de Los Ángeles reconoció a Núñez como su mejor lanzador de ligas menores para el mes de julio. El 31 de agosto de 2006, fue adquirido por los Nacionales de Washington por el veterano utility player Marlon Anderson.
En 2007, Núñez lanzó para Hagerstown Suns en la liga Clase-A South Atlantic League. Lanzó 105 entradas y dos tercios en 22 aperturas y una aparición en relevo, ganando cuatro, perdiendo 6, y registrando una efectividad de  4.05.
En 2008, Núñez lanzó en el nivel Clase-A avanada para Potomac Nationals y en Doble-A para Harrisburg Senators. El 31 de julio de 2008, Núñez fue traspasado a los Yankees de Nueva York por el infielder Alberto González y fue enviado a Doble-A con los afiliados de los Yankees, Trenton Thunder.
El 13 de noviembre de 2008, Núñez fue traspasado junto con Wilson Betemit y Jeffrey Márquez a los Medias Blancas de Chicago por Nick Swisher y Kanekoa Texeira. Hizo su debut en Grandes Ligas  para los Medias Blancas el 2 de agosto de 2009, en el U.S. Cellular Field. Núñez retiró al jardinero de los Yankees Johnny Damon, el único bateador que enfrentó, con un rodado al campocorto.
El 1 de diciembre de 2011, Núñez fue firmado con un contrato de ligas menores por los Rays de Tampa Bay.

## Estilo de lanzar
Núñez es un lanzador de recta/slider con una recta de 94 millas por hora que puede llegar a 97 MPH. También tiene un sinker difícil. Tiene un cambio de velocidad, pero al parecer es un lanzamiento secundario.